# Marek Valášek (youtuber)
Marek Valášek (* 15. dubna 1998, Heřmanův Městec) je český influencer, videobloger známý pod přezdívkou Datel. Známý je také díky své účasti v českém televizním pořadu Like House a následně jako zápasník pod organizací Clash of the Stars.
Tvoří internetová videa prostřednictvím služby YouTube. Původně nahrával na YouTube kanál s názvem Datel, který fungoval od roku 2012 do roku 2022, kdy mu byl kanál smazán . Nový účet Marka Valáška, jenž na portálu YouTube vznikl, existuje od 20.10.2022  a již nezmiňuje přezdívku Datel, ale figuruje zde pod svým vlastním jménem. K datu 16. 4. 2025 jej na YouTube odebírá 105 tisíc účtů, což je skoro desetinásobný nárůst za půl roku (23. 9. 2024 jej odebíralo 10,3 tisíc účtů).

## Život
Valášek začínal na YouTube v roce 2012 jako letsplayer hrající online hru Shakes & Fidget, společně s kamarádem z dětství, známým pod jménem Jenis, natáčeli videa typu prank či prankcall 
V reality show Like House se v roce 2021  seznámil s matkou svého syna Kyliána, Barborou Stříteskou, syn se narodil 2.3.2024